# Robert Acquafresca
Robert Acquafresca (Torino, 1987. szeptember 11. –) olasz labdarúgó, a Bologna csatára.
Az olasz utánpótlás-válogatottak tagjaként részt vett a 2008. évi nyári olimpiai játékokon és a 2009-es U21-es labdarúgó-Európa-bajnokságon.